# سنجیوانی (خواننده)
سانجیوانی بهلنده خواننده هندی است. او به خاطر آهنگ‌هایش در فیلم قریب و آلبوم Meera and me شناخته شده‌است و بیش از ۲۰۰۰ کنسرت زنده برگزار کرده‌است. سنجیوانی دارای مدرک موسیقی (سانگیت ویشاراد) است، در فرم‌های رقص کلاسیک اودیسی و کاتاک آموزش دیده‌است. او دارای مدرک کارشناسی ارشد در تجارت و دیپلم در ارتباطات جمعی است.

## فیلم‌شناسی
این فهرست شامل آهنگ‌های محبوبی است که او در فیلم‌های مختلف، به ویژه [هندی و نپالی] از سال ۱۹۹۵ به بعد خوانده‌است.
| ترانه                                  | فیلم                                     | سال انتشار | زبان  | اطلاعات تکمیلی              |
| "چوری چوری جاب ناصرن میلی"             | کریب                                     | ۱۹۹۸       | هندی  | با کومار سانو               |
| "چورا لو نا دل مرا صنم"                | کریب                                     | ۱۹۹۸       | هندی  | با کومار سانو               |
| "هان جودایی سه درتا هاین دیل"          | کریب                                     | ۱۹۹۸       | هندی  | انفرادی                     |
| "ریت یاهین جاگ کی"                     | کریب                                     | ۱۹۹۸       | هندی  | با جاسپیندر نارولا          |
| "توم جودا هو کار هامه"                 | کریب                                     | ۱۹۹۸       | هندی  | با روپ کومار راتود          |
| "هی امبه بالیهاری"                     | کهرم                                     | ۱۹۹۹       | هندی  | با سوخویندر سینگ            |
| "چیدیا تو هوتی توه"                    | نایاک                                    | ۲۰۰۱       | هندی  | با آبیجیت باتاچاریا         |
| "دین من یه قیسا آندهرا"                | جانا نهی دل سه در                        | ۲۰۰۱       | هندی  | با KSCchithra و Kumar Sanu  |
| "نیکاما کیا ایس دیل نه"                | کیا دیل نه کها                           | ۲۰۰۲       | هندی  | با شان                      |
| "مخملی یه بادان"                       | جاده                                     | ۲۰۰۲       | هندی  | با سونو نیگام               |
| "ساچچای چوپ بهی ساکتی هاین"            | آخیون سه گلی معاره                       | ۲۰۰۲       | هندی  | با سونو نیگام و وینود راتود |
| "اولجانون کو دی دیا های"               | قوانین: Pyaar Ka Superhit Formula        | ۲۰۰۳       | هندی  | با KK                       |
| "Dhuan duan sa sama"                   | Fun2shh                                  | ۲۰۰۳       | هندی  | با چیترا                    |
| "ای یارا رب روس جان"                   | سوشا نا تا                               | ۲۰۰۵       | هندی  | با سونو نیگام               |
| "روز یه موسم آیه"                      | هوم فیر میلین نه میلین                   | ۲۰۰۹       | هندی  | با سونو نیگام               |
| "پورانو هونداینا مایا"                 | جونی جونی - آلبوم نپالی                  | ۲۰۱۰       | نپالی | با کومار سانو               |
| "دادا پاخا چهاراله"                    | جونی جونی - آلبوم نپالی                  | ۲۰۱۰       | نپالی | انفرادی                     |
| "Aaya Hai Dulha Dulhan Le Jayega 2009" | Aaya Hai Dulha Dulhan Le Jayega (AHDDLJ) | ۲۰۱۸       | هندی  | با Vinod Rathod             |
| "Dhadkinchhau Mutuma Hola"             | لاهانا                                   | ۲۰۰۲       | نپالی | با Udit Narayan Jha         |